# La Spagna (epos)

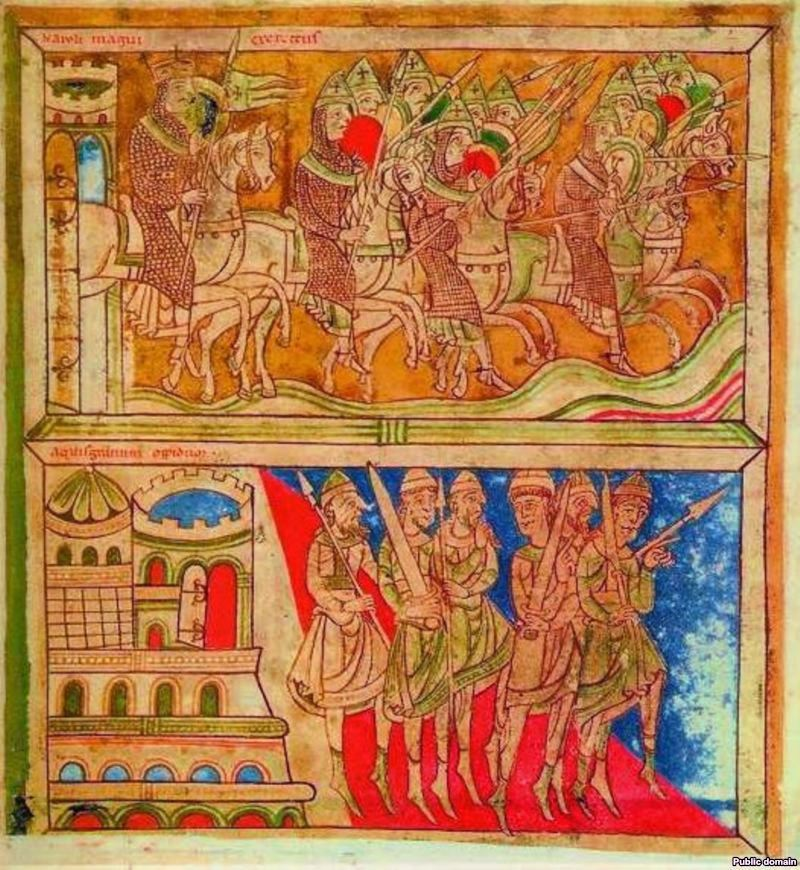
Karol Wielki, Roland i rycerze zdążający do Compostelli

La Spagna (wł. Hiszpania, znany także jako Spagna in rima) – czternastowieczny włoski epos przypisywany Sostegnowi di Zanobi, opowiadający o wojennych czynach Rolanda. Zalicza się do nurtu romansu rycerskiego. Utwór jest napisany oktawą (wł. ottava rima), czyli strofą ośmiowersową układaną jedenastozgłoskowcem (wł. endecasillabo), rymowaną według wzoru abababcc.
Altissimo Signore, eterno lume,

misericordia e pace e caritate,

somma giustizia e perfetto fiume,

principio se’ delle anime create;

o via di verità senza volume,

da cui son tutte cose governate;

o sommo Padre, re dell’universo,

da cui il nemico fu dal ciel somerso,
Utwór dotrwał do naszych czasów w dwóch wersjach. Dłuższa ma czterdzieści pieśni, krótsza trzydzieści cztery.